# Pohádka o Trojce
Pohádka o Trojce (1967, Сказка о Тройке) je satirická fantasy novela ruských sovětských spisovatelů bratrů Strugackých. Jde o volné pokračování knihy Pondělí začíná v sobotu, se kterou ji spojuje prostředí výzkumného ústavu paranormálních jevů a část jednajících osob. Protože žánr fantasy v době vydání v Sovětském svazu formálně neexistoval, je novela zařazována do vědeckofantastické literatury.

## O knize
Kniha pojednává o tom, jak samozvaný výbor byrokratů (Trojka) potírá reálné, i když vědecky nevysvětlené jevy vytvořením tzv. ruské trojky. První verze knihy byla otištěna v povídkovém žurnálu Angara, vydávaném v Irkutsku v roce 1968 a setkala se s mimořádně ostrou reakcí oficiální literární kritiky. Dílu bylo vytýkáno znevažování sovětské vědy a sovětských řídících mechanismů. Číslo bylo staženo z prodeje a stalo se bibliografickou vzácností, časopis Angara byl administrativně zrušen. Kniha tak byla v následujících dvaceti letech vydávána samizdatem, oficiálního vydání se dočkala v roce 1986, tedy až v době perestrojky.
Pohádka o trojce existuje ve dvou verzích – první verze končí vítězstvím byrokratů, druhá verze, upravená autory ve snaze dílo vydat znovu v roce 1972, má optimistické vyznění. Ani to ale neumožnilo oficiální vydání. Trojka, představovaná v textu trojicí nevzdělaných a samozvaných „kanalizátorů“ navozovala příliš mnoho asociací jednak k mimořádným komunistickým soudům („trojkám“), jednak ke všemocným rozhodujícím trojúhelníkům, složeným z předsedy stranické organizace, předsedy odborového výboru a předsedy komsomolské organizace, nezřídka z hlediska pravomocí umístěných výše, než příslušný odpovědný vedoucí

## Obsah
Hlavními hrdiny jsou dva vědečtí pracovníci NIIČAVO (v překladu VÚ BECNIC, nebo v některých verzích VÚČAKO) Alexandr Privalov a Edik Amperjan. Ti se výtahem dostanou do nedostupných podlaží NIIČAVO, aby získali pro svůj výzkum důležité artefakty. Přitom narazí na zmíněný výbor a stanou se jeho přísedícími. Při posuzování tajemných jevů se setkají s bludným kruhem, tajemným blátem, sympatickým mimozemšťanem či mluvícím štěničákem.

## Česká vydání
- Vlny ztišují vítr, Pohádka o Trojce, Svoboda, Praha 1989, přeložil Libor Dvořák.
- Pohádka o Trojce, Triton, Praha 2012, přeložil Libor Dvořák.